# Jef Aérosol

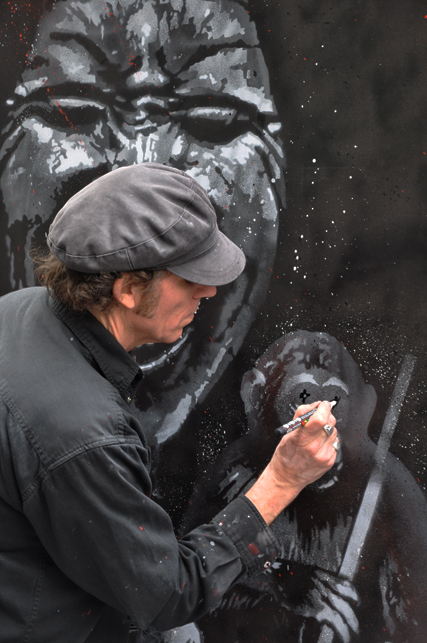

Jef Aérosol, egentligen Jean-François Perroy, född den 15 januari 1957 i Nantes, är en fransk graffitimålare. Han är en av de främsta franska företrädarna för konstarten och tillhör banbrytarna inom gatukonst.
Han har lämnat märken på väggarna i många städer i och utanför Frankrike. Han finns även representerad i åtskilliga gallerier inom och utom landet. Han har också utgett böcker om schabloner och graffiti.